# Rafael Carrera y Turcios
José Rafael Carrera y Turcios (24. října 1814 Ciudad de Guatemala – 14. dubna 1865 tamtéž) byl guatemalský politik, prezident a diktátor.
Byl to jeden z nejvýznamnějších středoamerických politiků, který byl vnímaný velmi kontroverzně. Bojoval v povstání proti Morázanovi. Carrera se stal prezidentem roku 1851. Zrušil všechny doposud zavedené liberální reformy. Jeho vláda znamenala po období plném nepokojů pro zemi dlouhé období míru a stability. Podepsal s Velkou Británií roku 1859 smlouvu o odstoupení dnešního Belize. Za času Carrerovy vlády se začala v Guatemale pěstovat káva a země zažívala hospodářský růst.